# Grambin
Grambin er en by og kommune i det nordøstlige Tyskland, beliggende i Amt Am Stettiner Haff under Landkreis Vorpommern-Greifswald. Landkreis Vorpommern-Greifswald ligger i delstaten Mecklenburg-Vorpommern.

## Geografi
Grambin er en ferieby beliggende på sydbredden af Stettiner Haff ved udkanten af Ueckermünder Heide. Kommunen ligger i Naturpark Am Stettiner Haff, og i nærheden af Grambin udmunder Zarow, der afvander en del af Friedländer Große Wiese. Den tidligere Kreisstadt Ueckermünde ligger 3 km mod sydøst.
Turisme spiller en stor rolle i kommunen, og der er både kommunal campingplads og badesteder. Grambin byder på omfattende vildtrige skove, enge og fiskevande, med et omfattende net af vandre- og cykelstier.

## Eksterne kilder og henvisninger
- Wikimedia Commons har flere filer relateret til Grambin
- Byens side på amtets websted
- Statistik Arkiveret 18. maj 2016 hos  Wayback Machine
- Websted for Naturpark Am Stettiner Haff